# Astrid Henning-Jensen
Astrid Henning-Jensen (ur. 10 grudnia 1914 w Kopenhadze, zm. 5 stycznia 2002 tamże) – duńska reżyserka i scenarzystka filmowa. 

## Życiorys
Karierę zaczęła jako aktorka teatralna, po czym od 1941 była asystentką swojego męża, reżysera Bjarne Henning-Jensena, w wytwórni Nordisk Film. Początkowo tworzyła filmy dokumentalne i krótkometrażowe. W fabule debiutowała w 1947.
Jej film Chłopiec z dwóch światów (1959) był nominowany do Oscara dla najlepszego filmu nieanglojęzycznego. Międzynarodowy sukces odniósł również film Urodzone zimą (1978), który przyniósł jej Srebrnego Niedźwiedzia dla najlepszego reżysera na 29. MFF w Berlinie. Henning-Jensen stała się pierwszą kobietą wyróżnioną tą nagrodą.
Zasiadała w jury konkursu głównego na 31. MFF w Berlinie w 1981. Wystąpiła we wczesnym filmie Larsa von Triera Element zbrodni (1984).